# Salto de esqui nos Jogos Olímpicos de Inverno de 1992

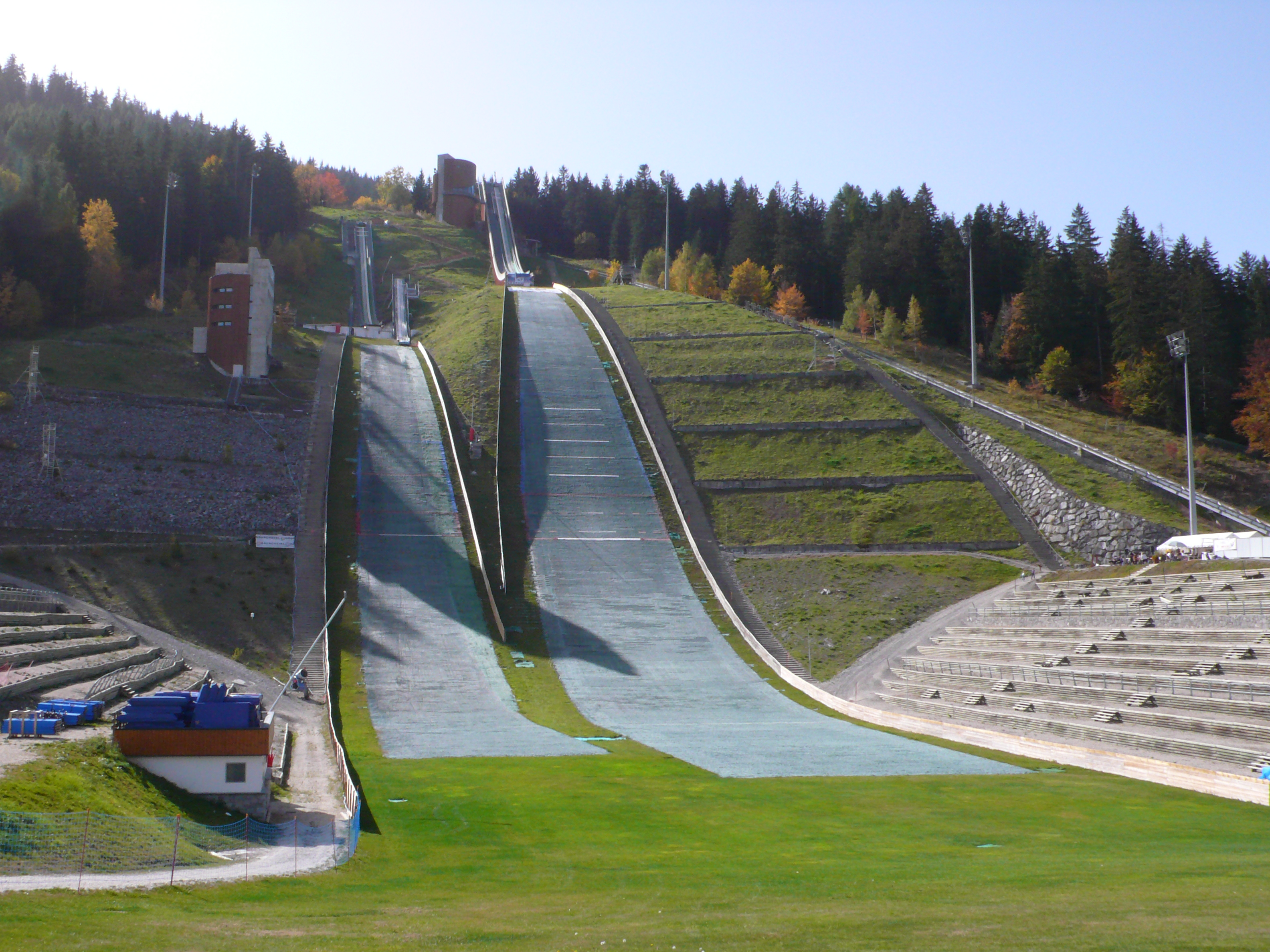
Le Praz - colinas de salto de esqui em Courchevel

O salto de esqui nos Jogos Olímpicos de Inverno de 1992 consistiu de três eventos realizados em Courchevel, uma estação de esqui localizada a 50 quilômetros da cidade-sede dos Jogos, Albertville.
A prova de pista longa por equipes passou a integrar o programa olímpico a partir desta edição.

## Medalhistas
Masculino
| Evento                           | Ouro                                                                        | Prata                                                                  | Bronze                                                                  |
| -------------------------------- | --------------------------------------------------------------------------- | ---------------------------------------------------------------------- | ----------------------------------------------------------------------- |
| Pista normal individual detalhes | Ernst Vettori AUT Áustria                                                   | Martin Höllwarth AUT Áustria                                           | Toni Nieminen FIN Finlândia                                             |
| Pista longa individual detalhes  | Toni Nieminen FIN Finlândia                                                 | Martin Höllwarth AUT Áustria                                           | Heinz Kuttin AUT Áustria                                                |
| Pista longa por equipes detalhes | Ari-Pekka Nikkola Mika Laitinen Risto Laakkonen Toni Nieminen FIN Finlândia | Heinz Kuttin Ernst Vettori Martin Höllwarth Andreas Felder AUT Áustria | František Jež Tomáš Goder Jaroslav Sakala Jiří Parma TCH Checoslováquia |

## Quadro de medalhas
| Ordem | País               | Medalha de ouro | Medalha de prata | Medalha de bronze |   |
| ----- | ------------------ | --------------- | ---------------- | ----------------- | - |
| 1     | FIN Finlândia      | 2               |                  | 1                 | 3 |
| 2     | AUT Áustria        | 1               | 3                | 1                 | 5 |
| 3     | TCH Checoslováquia |                 |                  | 1                 | 1 |
| TOTAL | TOTAL              | 3               | 3                | 3                 | 9 |